# 哈里·B·哈里斯
小哈里·宾克利·哈里斯（英語：Harry Binkley Harris, Jr.，1956年8月4日—），日裔美國人，將領、外交官，生于日本神奈川縣横须贺市，美国海军退役四星上将，曾任美国太平洋司令部司令（2015年5月27日-2018年5月30日），並獲川普總統提名為美國駐澳洲大使。之后改為美國駐韓大使提名對象，于2018年6月28日上任 （美国时间）。2013年，哈里斯於美国夏威夷州太平洋舰队服役时晉升為海军四星上将，為美國海軍史上第一位亞裔上將。哈里斯被誉为美国軍方的「東亞通」。

## 生平

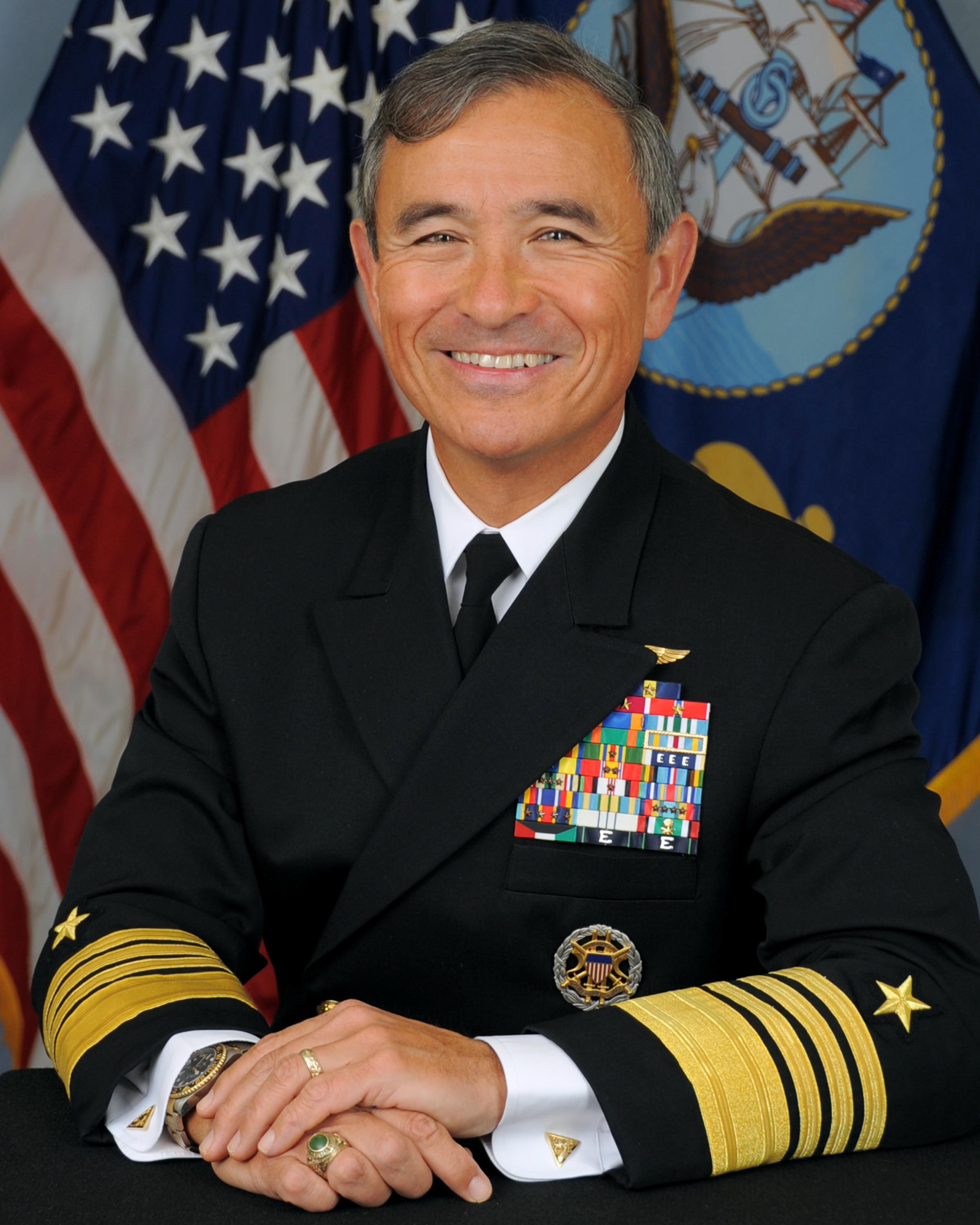
哈里斯上將軍裝照

1956年，哈里斯出生在日本神奈川县横须贺市，父亲是美国海军军士长，母亲是日本人。当他们一家搬回美国本土之后，他在田纳西州和佛罗里达州上了公立学校。
1978年，哈里斯从美国海军学院毕业，学习工程学，并且是一名击剑运动员。后来曾在哈佛大學約翰·F·甘迺迪政府學院、喬治城大學外交學院和英国牛津大學学习，主要研究东亚地区安全。
毕业之后，哈里斯加入美国海军，完成训练之后，他成了一名海军飞行员，他在长达4,400小时的飞行时间中，有400多个小时是作战飞行，战功卓著，荣获诸多勋章。
2009年11月，哈里斯被美国聯邦政府任命为美国海军第六舰队司令，兼任美国海军驻欧洲和非洲司令。
2011年11月，哈里斯担任美国参联会主席助理。
2013年10月，哈里斯升级为上将并担任美国海军太平洋舰队司令，接替塞西尔·黑尼上将。
2014年9月22日，美国国防部长赫格爾提名他担任下任太平洋司令部司令，接替洛克利尔。
2015年5月29日，哈里斯正式担任太平洋司令部司令。在任时多次对朝鲜施加压力，希望借此能促进朝鲜半岛无核化。
2018年2月9日，美國總統特朗普提名他出任駐澳大利亞大使。
2018年5月18日，美國總統唐納·川普改提名他為美國駐韓大使。
2018年5月30日正式从美國海軍退役， 并且卸下太平洋司令部司令一职。接棒者是菲利普·戴维森海军上将。
2018年6月28日美国参议院投票通过了提名议案，哈里斯正式就任美國駐韓大使。
此外，由於頻繁發表和宣傳有關中國威脅論或針對中國在南海軍事活動的批評，受到國會某些鷹派看好，而被大部分人視為怼華派。
2020年4月，据报道，哈里斯计划在未来几个月辞去駐韓大使职务。
哈里斯担任驻韩大使期间，一些韩国人批评称他的八字胡令人联想到朝鮮日治時期日本高官的胡须。哈里斯并不认同这一观点，他觉得这些批评的根源是他有日本血统。2020年7月，哈里斯刮掉了他的八字胡。他给出的解释是首尔的夏季又热又潮，於肺炎疫情期間蓄鬍戴口罩不舒服。
2021年1月20日，哈里斯不再担任美国驻韩国大使。

## 荣誉
| 海军飞行官徽章       |
| 美国参联会職務识别章 |

|                                                       | 国防部杰出服役勋章               |
| Gold star                                             | 一颗星海军杰出服役勋章           |
| Bronze oak leaf cluster · Bronze oak leaf cluster     | 二片青铜橡树叶国防部高级服役勋章 |
| Gold star · Gold star                                 | 二星功绩勋章                     |
| Gold star                                             | 一星铜星勋章                     |
| Gold star · Gold star · Gold star                     | 三星服役功勋奖章                 |
|                                                       | 航空勋章                         |
|                                                       | 跨軍種嘉獎勳章                   |
| Gold star · Gold star · Gold star · Gold star         | 四星海军和海军陆战队勋章         |
|                                                       | 海军和海军陆战队成就勋章         |
|                                                       | 联合功勋勋章                     |
| Bronze star · Bronze star                             | 二星海军单位勋章                 |
| Bronze star                                           | 一星海军有功单位勋章             |
|                                                       | 海军丝带                         |
|                                                       | 美国国务院卓越荣誉奖             |
| Bronze star                                           | 一星海军远征勋章                 |
| Bronze star · Bronze star                             | 二星国防部服役奖章               |
|                                                       | 军队远征勋章                     |
| Bronze star · Bronze star · Bronze star               | 三星亚洲西南部服役奖章           |
| Bronze star                                           | 一星阿富汗战区勋章               |
|                                                       | 全球反恐战争远征勋章             |
|                                                       | 全球反恐战争服役奖章             |
|                                                       | 军事优秀志愿服务奖章             |
| Bronze star · Bronze star · Bronze star · Bronze star | 四星海军海上服役丝带             |
| Bronze star · Silver star · Silver star · Bronze star | 二星海军和海军陆战队海外服役丝带 |
|                                                       | 科威特解放勋章（沙特阿拉伯）     |
|                                                       | 科威特解放勋章（科威特）         |
|                                                       | 海军步兵专家奖章                 |
|                                                       | 海军射击专家奖章                 |

### 外国勋章奖章
- 旭日大绶章（日本，2018年4月20日公布[20]）
- 修交勋章光化章（韩国，2021年6月7日批准[21]，2021年9月7日于华盛顿特区颁发[22]）

## 相关人物
- 苏珊·K·益子（英语：Susan K. Mashiko）空军少将（现任美国国家侦察局副局长）。
- 埃里克·新关陆军上将（前美国陆军参谋长、退役軍人事務部長）。